# Strawberry Point
Strawberry Point és una població dels Estats Units a l'estat d'Iowa. Segons el cens del 2000 tenia 1.386 habitants.

## Demografia
Segons el cens del 2000, Strawberry Point tenia 1.386 habitants, 531 habitatges, i 347 famílies. La densitat de població era de 261 habitants/km².
Dels 531 habitatges en un 32% hi vivien nens de menys de 18 anys, en un 54,6% hi vivien parelles casades, en un 7,9% dones solteres, i en un 34,5% no eren unitats familiars. En el 30,1% dels habitatges hi vivien persones soles el 17,9% de les quals corresponia a persones de 65 anys o més que vivien soles. El nombre mitjà de persones vivint en cada habitatge era de 2,39 i el nombre mitjà de persones que vivien en cada família era de 2,98.
Per edats la població es repartia de la següent manera: un 25,5% tenia menys de 18 anys, un 6% entre 18 i 24, un 25% entre 25 i 44, un 18,4% de 45 a 60 i un 25,1% 65 anys o més.
L'edat mediana era de 40 anys. Per cada 100 dones de 18 o més anys hi havia 80,1 homes.
La renda mediana per habitatge era de 34.766 $ i la renda mediana per família de 45.268 $. Els homes tenien una renda mediana de 30.300 $ mentre que les dones 21.289 $. La renda per capita de la població era de 18.400 $. Entorn del 4,6% de les famílies i el 5,9% de la població estaven per davall del llindar de pobresa.

## Poblacions més properes
El següent diagrama mostra les poblacions més properes.